# 다니엘 전지

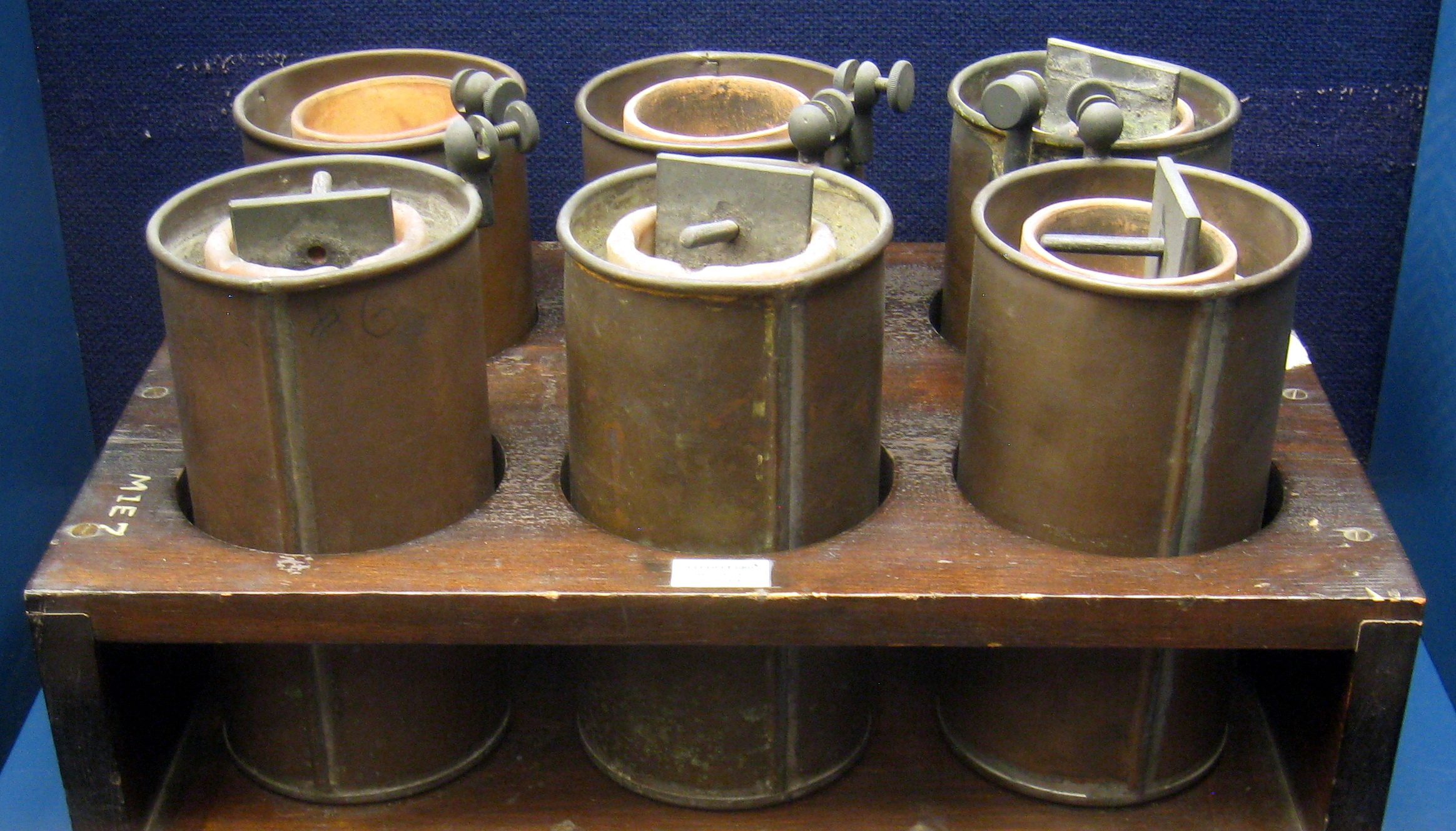
1836년 경의 다니엘 전지

다니엘 전지(Daniell cell)는 1836년 영국의 화학자이자 기상학자인 존 프레데릭 다니엘(John Frederic Daniell)이 발명한 전기화학 전지의 일종으로, 황산 구리(II) 용액을 채운 구리 냄비에 유약을 바르지 않은 황산을 채운 토기 용기를 담근 형태로 이루어져 있다. 산과 아연 전극. 그는 볼타 전지에서 발견되는 수소 버블 문제를 제거할 방법을 찾고 있었고, 그의 해결책은 첫 번째 전해질에서 생성된 수소를 소비하기 위해 두 번째 전해질을 사용하는 것이었다. 황산아연은 황산을 대신할 수 있다. 다니엘 전지는 배터리 개발 초기에 사용되던 기존 기술을 크게 개선한 것이다. 중력 셀 또는 크로풋(crowfoot) 셀이라고 하는 다니엘 전지의 후기 변형은 1860년대에 캘러우(Calllaud)라는 프랑스인에 의해 발명되었으며 전기 전신에 널리 사용되었다.
다니엘 전지는 또한 국제단위계에서 기전력의 단위인 볼트의 현대적 정의에 대한 역사적 기반이다. 1881년 국제전기학회(International Conference of Electricians)에서 제안된 전기 단위의 정의는 다니엘 전지의 기전력이 약 1.0볼트가 되도록 설계되었다. 현대적 정의에 따라 25 °C에서 다니엘 전지의 표준 전위는 실제로 1.10V이다.

## 같이 보기
- 일차 전지